# Bisdom Ikot Ekpene

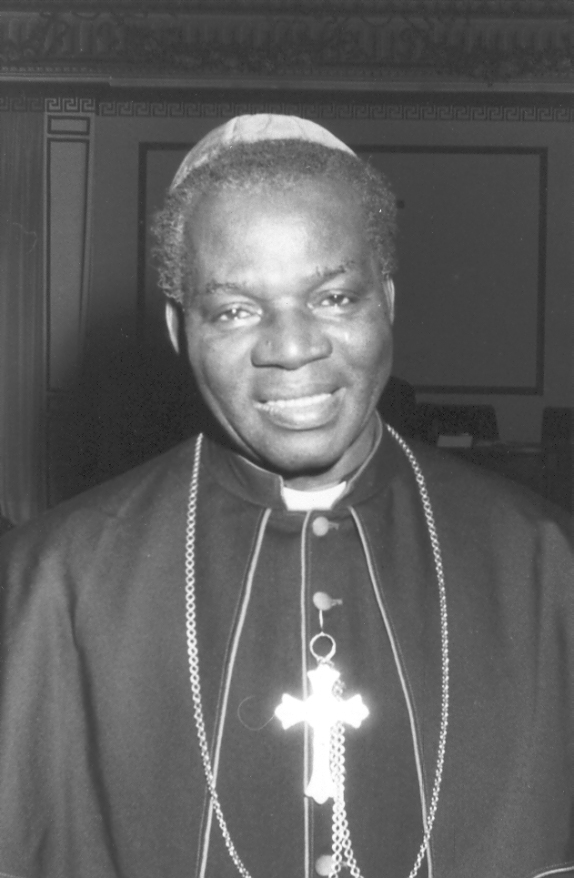
Dominic Ignatius Ekandem in 1981, de eerste bisschop van Ikot Ekpene

Het bisdom Ikot Ekpene (Latijn: Dioecesis Ikotekpenensis) is een rooms-katholiek bisdom met als zetel de stad Ikot Ekpene in Nigeria. Het bisdom is suffragaan aan het aartsbisdom Calabar.

## Geschiedenis
Het bisdom werd opgericht op 1 maart 1963, uit het bisdom Calabar. 

## Parochies
In 2019 telde het bisdom 53 parochies. Het bisdom had in 2019 een oppervlakte van 2.263 km2 en telde 1.126.460	 inwoners waarvan 5,3% rooms-katholiek was.

## Bisschoppen
- Dominic Ignatius Ekandem (1 maart 1963 - 19 juni 1989)
- Camillus Archibong Etokudoh (1 september 1989 - 4 mei 2009)
- Camillus Raymond Umoh (16 juli 2010 - heden)

Calabar (aartsbisdom) · Ikot Ekpene · Ogoja · Port Harcourt · Uyo